# Alexandra Vitória de Eslésvico-Holsácia-Sonderburgo-Glucksburgo
Alexandra Vitória de Eslésvico-Holsácia-Sonderburgo-Glucksburgo (21 de abril de 1887 - 15 de abril de 1957) foi uma filha de Frederico Fernando, Duque de Eslésvico-Holsácia e da sua esposa, a princesa Carolina Matilde de Eslésvico-Holsácia-Sonderburgo-Augustemburgo.

## Família
A princesa Alexandra era a segunda filha do duque Fernando Frederico de Eslésvico-Holsácia-Sonderburgo-Glucksburgo e da princesa Carolina Matilde de Eslésvico-Holsácia-Sonderburgo-Augustemburgo. A sua irmã mais velha, Vitória Adelaide era mãe da princesa Sibila de Saxe-Coburgo-Gota, mãe do actual rei Carlos XVI Gustavo da Suécia. Uma das suas tias maternas era a princesa Augusta Vitória de Eslésvico-Holsácia, esposa do cáiser Guilherme II da Alemanha e mãe do seu futuro marido.
Os seus avós paternos eram o duque Frederico de Eslésvico-Holsácia e a princesa Adelaide de Schaumburg-Lippe. Os seus avós maternos eram o duque Frederico VIII de Eslésvico-Holsácia e a princesa Adelaide de Hohenlohe-Langenburg.

## Casamentos e descendência

### Augusto Guilherme

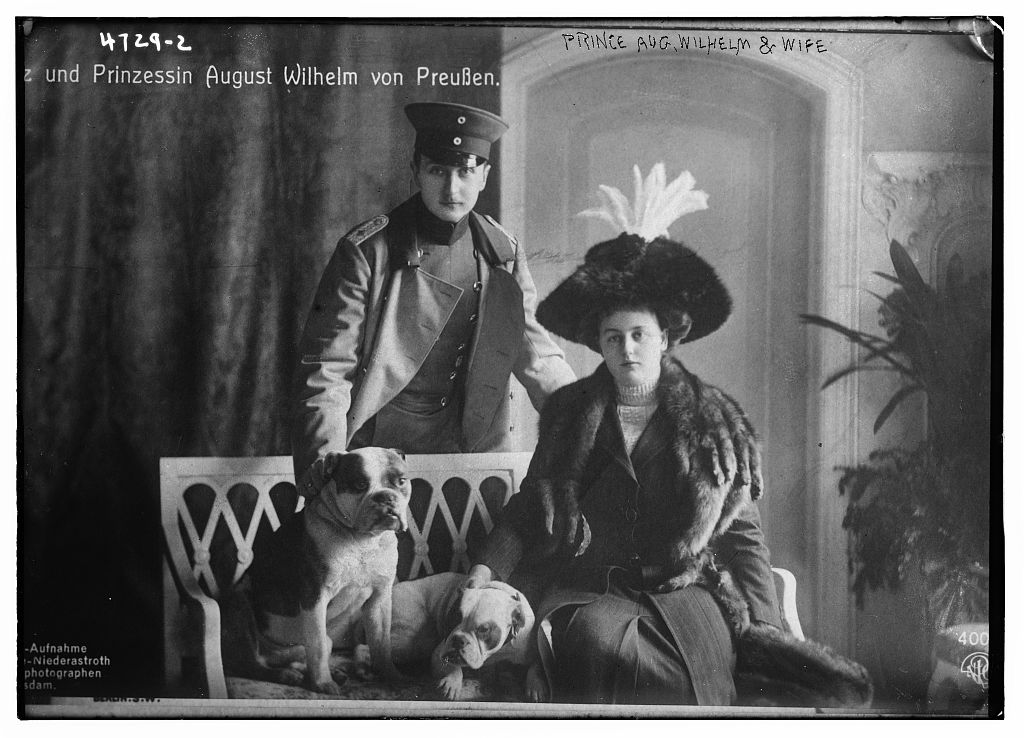
Alexandra com o marido

Alexandra Vitória casou-se pela primeira vez com o príncipe Augusto Guilherme da Prússia, filho do cáiser Guilherme II e da sua tia, a princesa Augusta Vitória de Eslésvico-Holsácia, no dia 22 de Outubro de 1908 em Berlim.

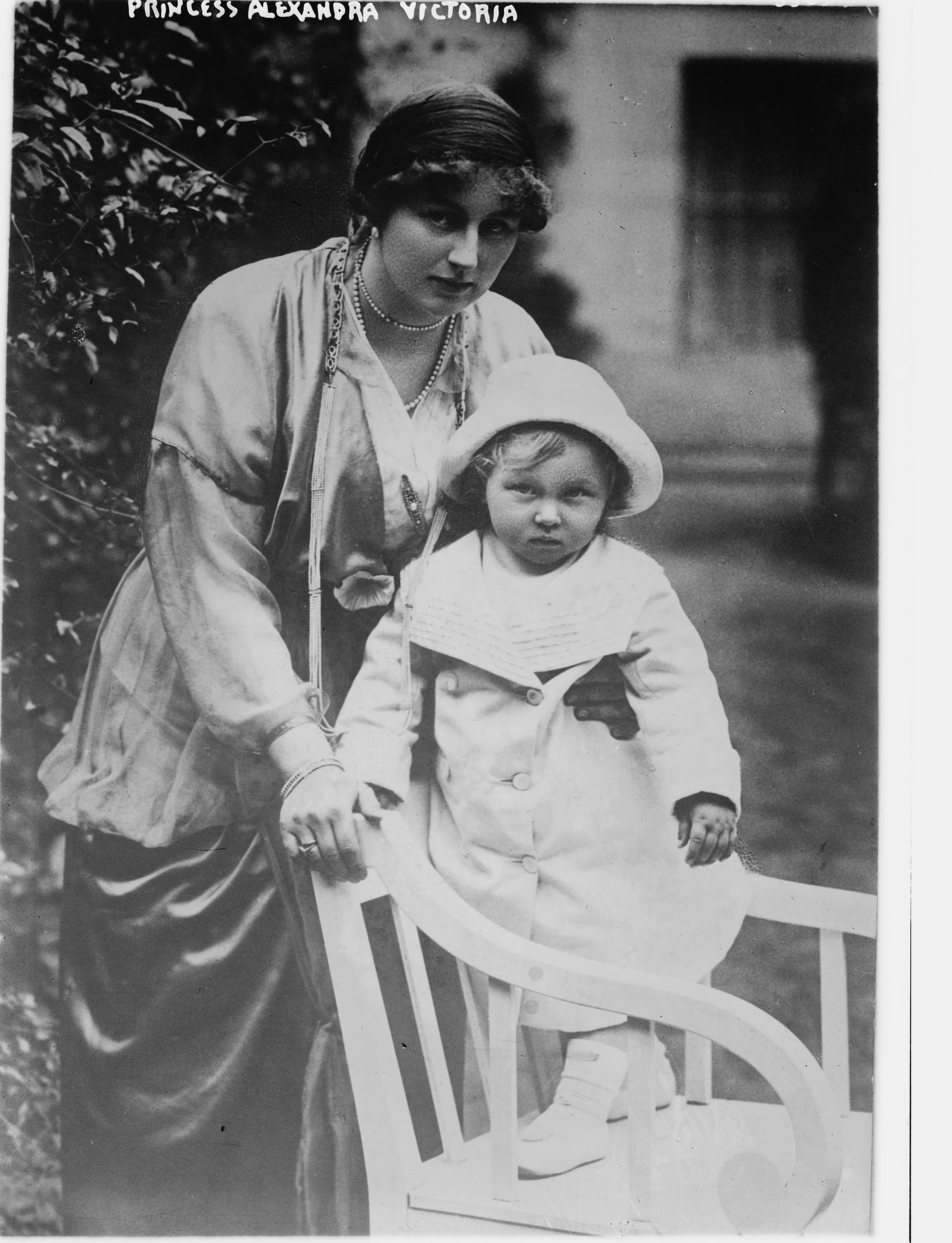
Alexandra Vitória com o filho, o príncipe Alexandre Fernando da Prússia

Apesar do casamento ter sido arranjado pelo imperador e pela imperatriz, foi relativamente feliz no principio e Alexandra era uma grande favorita da sua sogra e tia. A princesa Catherine Radziwiłł, que frequentava a corte prussiana na época, comentou que Alexandra "sempre se mostrou disposta a ouvir os conselhos da sua sogra. É uma menina simpática - bonita, gorducha e o tipo perfeito de 'Deutsche Hausfrau' que é adorada pelas almas dos novelistas alemães". Outra pessoa da época escreveu que o casamento era de amor e que Alexandra era "uma menina charmosa e inteligente".
Contudo, o casal divorciou-se no dia 16 de março de 1920, tendo apenas um filho:
- Alexandre Fernando da Prússia (26 de dezembro de 1912 – 12 de junho de 1985); casado com Armgard Weygand; com descendência.

### Arnold Rümann
Alexandra Vitória casou-se depois com Arnold Rümann no dia 7 de janeiro de 1922 em Grünholz. Em 1926 mudou-se durante algum tempo para Nova Iorque onde trabalhou como pintora. Viria a divorciar-se do segundo marido em 1933.
Depois da Segunda Guerra Mundial, Alexandra passou a viver numa caravana perto de Wiesbaden, onde ganhava a vida como retratista e pintora de paisagens. Morreu no dia 14 de abril de 1957 num quarto de hotel em Lyon, França.